# HYDIA
HYDIA je lek koji se koristi u neurološkim istraživanjima. On deluje kao potentan i selektivan antagonist grupe II metabotropnih glutamatnih receptora (2/3). On je bio koristan u mapiranju proteina grupe II mGluR receptora i njihovom molekulskom modelovanju. HYDIA ima sličnu strukturu sa agonistima grupe II mGluR kao što su eglumegad i LY-404,039, ali dodatak 3-hidroksi grupe menja njegovo dejstvo u kompetitivni antagonist. Drugi derivati kao što je 3-benziloksi etar su potentniji antagonisti od samog HYDIA.